# Meteorologiåret 1976

## Händelser

### Januari
- Januari - Nord- och Västeuropa upplever Norrland stormar med orkanstyrka [1].
- 5 januari – Den största vindhastigheten någonsin vid Vinga, Sverige uppmäts då det blåser 39 meter per sekund i medelvind, ändå blir skadorna mindre än stormarna 1902 och 1969 [2].

### Februari
- 10 januari - 85,2 millimeter nederbörd faller över Joesjö, Sverige vilket innebär nytt svenskt dygnsnederbördsrekord för månaden [3].

### Juni
- Juni-augusti - Storbritannien upplever sin varmaste sommar någonsin med genomsnittstemperaturen + 17,77°C [4].
- 25-27 juni - Sverige upplever en mycket varm och solig midsommar, med högre temperaturer än Kanarieöarna.[5]

### Juli
- 17 juli – I Alice Springs, Northern Territory , Australien uppmäts temperaturen –7.5°C, vilket blir Northern Territory lägst uppmätta temperatur någonsin [6].
- 20 juli – I Yongala, South Australia , Australien uppmäts temperaturen –8.2°C, vilket blir South Australias lägst uppmätta temperatur någonsin [6].
- 30 juli – I Knockarevan, County Fermanagh i Nordirland, Storbritannien uppmäts temperaturen + 30.8 °C (87.4 °F), vilket blir Nordirlands högst uppmätta temperatur någonsin [7].

### Augusti
- Augusti - I Sverige är läget i  Norrland regnfattigt.[5]
- 22 augusti – Med temperaturen + 36,7 °C i Botwood noteras nytt värmerekord för Newfoundland och Labrador, Kanada [8].
- 23 augusti - Månadens högsta temperatur i Sverige uppmäts i Åmål, med + 30 °C.[5]
- 25 augusti – Torka råder i Roy Lake i Minnesota, USA vilket leder till omfattande brand [9].
- 27 augusti - Efter 38 dagars torka faller de första regndropparna igen över London och södra England. Även Belgien och Frankrike drabbas hårt.[5]

### September
- September - Visby, Sverige upplever en mycket solig septembermånad [10].

### Oktober
- 1 oktober - Orkanen Liza drar fram över Baja Californiahalvön i nordöstra Mexiko, och minst 630 människor omkommer.[5]

### December
- December - Danmark, Finland, Norge och Sverige drabbas av snö och kyla. I Danmark försvåras kommunikationerna i flera dygn, värst är det på norra Jylland där de mindre vägarna blockeras av stora snödrivor. I Norge orsakar köld, kraftiga vindar och lätt snöfall mycket stora svårigheter för användandet av järnvägarna [11].
- 18 december – En snöstorm drabbar Norrköping, Sverige [12].

### Okänt datum
- Ett kraftigt inflöde till Östersjön inträffar [13]

## Födda
- Okänt datum – Steff Gaulter, brittisk fysiker, matematiker och meteorolog.

## Avlidna
- 11 mars – G. M. B. Dobson, brittisk fysiker och meteorolog.

### Fotnoter
1. ↑  Horisont 1976, Bertmarks förlag, sidan 6-8 - Stormangrepp mot Nordeuropa
2. ↑  SMHI
3. ↑  SMHI Arkiverad 26 augusti 2010 hämtat från the Wayback Machine.
4. ↑  DMI[död länk]
5. 1 2 3 4 5   Horisont 1976. Bertmarks
6. 1 2  ”Australian Temperature Extremes”. Bureau of Meteorology. 1 april 2009. http://www.bom.gov.au/climate/extreme/records/national.pdf. Läst 4 februari 2011.
7. ↑  ”Extreme weather”. Met Office. Arkiverad från originalet den 29 december 2010. https://web.archive.org/web/20101229172517/http://www.metoffice.gov.uk/climate/uk/extremes/index.html. Läst 20 augusti 2010.
8. ↑  ”Dan, Dan the Weatherman's Canadian Weather Trivia Page”. Arkiverad från originalet den 9 september 2013. https://web.archive.org/web/20130909001246/http://www.dandantheweatherman.com/cantriv.html. Läst 8 mars 2013.
9. ↑  ”Arkiverade kopian”. Arkiverad från originalet den 26 juli 2010. https://web.archive.org/web/20100726102403/http://www.climate.umn.edu/pdf/day_in_weather_history/august_wx_history.pdf. Läst 16 februari 2011.
10. ↑  SMHI Arkiverad 14 juni 2015 hämtat från the Wayback Machine.
11. ↑  Horisont 1976, Bertmarks förlag, sidan 304 - Kallaste julen på 20 år
12. ↑  SMHI
13. ↑  SMHI